# Lateralus (Lied)
Lateralus ist ein Lied der US-amerikanischen Progressive-Metal-Band Tool und die dritte Single aus dem gleichnamigen Album Lateralus.

## Hintergrund
Lateralus ist für seine außergewöhnlichen Taktarten bekannt. Im Refrain wird von einem 9/8 zu einem 8/8 zu einem 7/8 Takt gewechselt. Der Arbeitstitel war deshalb auch 9-8-7. Später stellte die Band fest, dass 987 die 16. Zahl der Fibonacci-Folge ist. Deshalb basiert auch der Gesang teilweise auf Fibonacci-Zahlen.

## Text
Die im Text vorkommenden Farben Weiß, Schwarz, Rot und Gelb wählte Sänger Maynard James Keenan, da diese Farben in den Schöpfungsgeschichten der Ureinwohner über Generationen hinweg immer wieder in verschiedenen Schöpfungsgeschichten vorkamen.
Der Song kann jedoch auch als Beschreibung eines LSD-Trips gesehen werden. Alex Grey, der das Artwork für Lateralus entwarf, meinte, dass er unter LSD-Einfluss erst schwarze und weiße Spiralen und später rote und gelbe sähe.
Die Zeile „As below so above and beyond, I imagine“ ist ein Zitat aus einem der sieben Grundsätze des Summums und auch ein direkter Hinweis auf den Tabula Smaragdina der Hermetik.

## Mathematischer Aufbau
Die Silben der Verse in manchen Teilen von Lateralus haben die Länge von Fibonacci-Zahlen, wobei die Anzahl ansteigt und wieder sinkt.
(1) Black,
(1) then,
(2) white are,
(3) all I see,
(5) in my in•fan•cy,
(8) red and yel•low then came to be,
(5) rea•ching out to me,
(3) lets me see.
(2) There is,
(1) so,
(1) much,
(2) more and
(3) beck•ons me,
(5) to look through to these,
(8) in•fi•nite pos•si•bil•i•ties.
(13) As be•low so a•bove and be•yond I im•ag•ine,
(8) drawn be-yond the lines of rea•son.
(5) Push the en•ve•lope.
(3) Watch it bend.
Die spätere Erwähnung einer Spirale im Songtext, kann als Anspielung auf die Goldene Spirale gesehen werden, die eng mit der Fibonacci-Folge zusammenhängt.

## Rezeption
Loudwire listete Lateralus auf Platz 1 der 50 besten Metalsongs des 21. Jahrhunderts.